# William Beveridge
William Henry Beveridge (Rangpur (India), 5 maart 1879 – (Oxford (Oxfordshire), 16 maart 1963) was een Brits econoom en politicus. Hij is vooral bekend geworden door zijn rapport Social Insurance and Allied Services, dat bekend is geworden als het Beveridge rapport (1942). Dit rapport vormde de basis voor de introductie van een systeem van sociale zorg in Groot-Brittannië. Beveridge studeerde aan de Universiteit van Oxford.
Beveridge pleitte voor een systeem van verzekeringen met omslagstelsel ter bestrijding van armoede en ziekte. Hieruit zijn onder meer voortgekomen de National Health Service, een systeem voor gratis verstrekking van ziekenzorg en de Britse social security, een eerste pijler pensioenfonds. Kenmerkend voor de social security is dat de uitkeringen afhangen van het inkomen (zie ook AOW).
- Bibsys: 90127702
- Biblioteca Nacional de España: XX933386
- Bibliothèque nationale de France: cb12329941m (data)
- CiNii: DA01544740
- Gemeinsame Normdatei: 118662813
- International Standard Name Identifier: 0000 0001 2099 8240
- Library of Congress Control Number: n50009525
- Nationale Bibliotheek van Letland: 000193251
- Bibliotheek van het Japanse parlement: 00433215
- Nationale Bibliotheek van Tsjechië: jn20010602239
- Nationale bibliotheek van Australië: 35506963
- Nationale Bibliotheek van Israël: 987007463461405171
- Nationale Bibliotheek van Polen: a0000001889230
- Nederlandse Thesaurus van Auteursnamen: 068479026
- Réseau des bibliothèques de Suisse occidentale: 02-A003002581
- Istituto Centrale per il Catalogo Unico: TO0V032094
- LIBRIS: 178213
- SNAC: w6gb25z0
- Système universitaire de documentation: 032228074
- Trove: 978126
- Virtual International Authority File: 22212326
- WorldCat: E39PBJxrV8xj9JFHbVPBYmTbVC